# Guy Laforgue
Pas d'image ? Cliquez ici

a Compétitions nationales et continentales officielles uniquement.

b Matchs officiels uniquement.
Guy Laforgue, né le 13 avril 1958 à Prades, est un joueur de rugby à XIII international français évoluant au poste de deuxième ligne ou de troisième ligne. 
Il est formé au XIII Catalan et se constitue au sein de club un grand palmarès au cours des années 1970 et 1980 avec six titres de Championnat de France et trois Coupes de France. Capitaine du XIII Catalan, il l'est également de la sélection française dans laquelle il compte près de vingt sélections. En fin de carrière, il rejoint Le Barcarès  puis Palau. Il entame ensuite une carrière d'entraîneur et prend en main Toulouges, Palau (à deux reprises) et XIII Catalan. Enfin, il devient au cours des années 2010 directeur de l'équipe de France.

## Biographie
Guy Laforgue fait ses premiers pas à l'école de rugby du XIII Catalan avec son frère jumeau Francis. Deuxième ou troisième ligne, il accède rapidement à l'équipe première alors qu'il n'est encore que junior. Joueur complet, athlétique et rapide, il est capitaine du XIII catalan de 1982 à 1989 et capitaine du XIII de France de 1984 à 1989. En 1990, il poursuit sa carrière sportive au club Le Barcarès XIII de 1990 à 1992 puis à Palau XIII de 1993 à 1995. Il devient entraîneur à Toulouges XIII en 1996 et 1997, à Palau XIII en 1998 et 1999, au XIII Catalan en 2000 et enfin à Palau XIII de 2001 à 2003. 
Il a également été directeur sportif de l'Union Treiziste Catalane de 2004 à 2006, membre de la Fédération française de rugby à XIII  de 2004 à 2011, et enfin directeur de équipe de France de rugby à XIII  de 2010 à 2011. Dans le civil, il exerce la profession de conseiller financier.

## Palmarès
- Collectif :
  - Vainqueur du Championnat de France : 1979, 1982, 1983, 1984, 1985 et 1987 (XIII Catalan).
  - Vainqueur de la Coupe de France : 1977, 1980 et 1985 (XIII Catalan).
  - Vainqueur du Championnat de France de 2e division : 1990 (Le Barcarès) et 1994 (Palau-del-Vidre).
  - Vainqueur du Championnat de France junior : 1976 (XIII Catalan).
  - Finaliste du Championnat de France : 1977, 1981, 1986 et 1988 (XIII Catalan).
  - Finaliste de la Coupe de France : 1981, 1983 et 1987 (XIII Catalan).

- Autre :
  - Une Tournée avec le XIII Catalan en Australie en 1988.

## Équipe de France
- 3 sélections en équipe de France Juniors et 6 sélections en catégorie Espoirs (- 21 ans)
- 23 sélections en équipe de France : en 1979 (Contre l'Angleterre et le Pays de Galles) puis de 1981 à 1987 (Contre la Grande-Bretagne : 9 capes, l'Australie : 4 capes, la Nouvelle-Zélande : 3 capes, la Papaouasie-Nouvelle-Guinée : 1 cape). Viennent ensuite s'ajouter les rencontres de la Coupe du monde de rugby à XIII 1985-1988 contre l'Australie, la Grande-Bretagne, La Nouvelle-Zélande et la Papaouasie-Nouvelle Guinée.
- Une tournée avec l'équipe de France en Australie, Nlle-Zélande et PNG en 1981.

## Distinctions
- Élu meilleur joueur de l'année en 1982.
- Élu meilleur joueur du match international Angleterre-France à Leeds en 1984
- Trophée du Fair-Play : Iris du Sport en 2005.
- Invité à L'Elysée le 14 juillet 1991 par le Président de la République (François Mitterrand)